# Edzard II. (Ostfriesland)

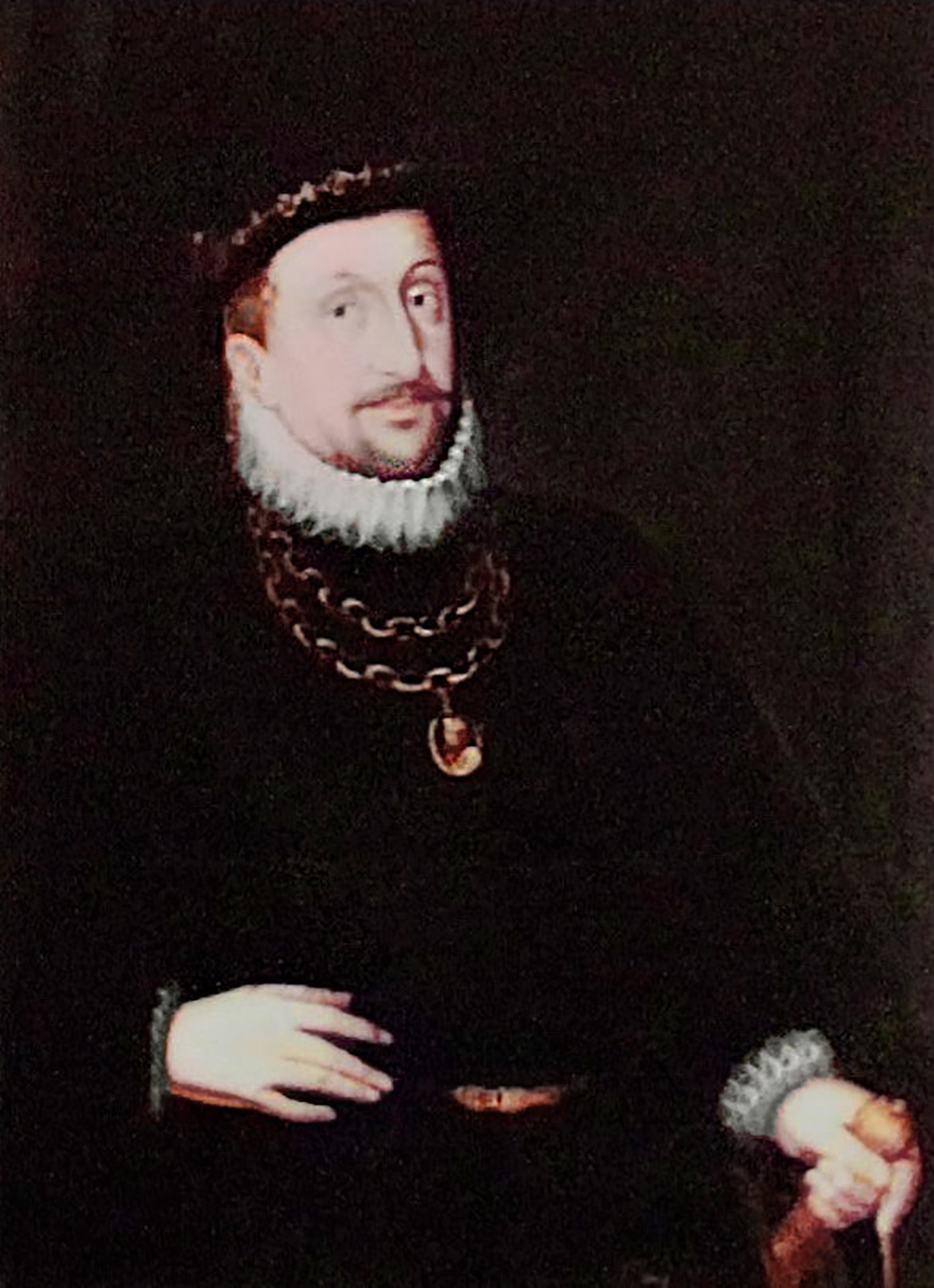
Edzard II.

Edzard II. (* 24. Juni 1532 in Greetsiel; † 1. März 1599 in Aurich)  aus dem Hause Cirksena war Graf von Ostfriesland von 1561 bis 1599.

## Leben
Edzard II. war der älteste Sohn von Graf Enno II. und dessen Frau Anna von Oldenburg. Sein Vater starb bereits 1540, worauf seine Mutter 1542 die vormundschaftliche Regentschaft für ihre unmündigen Kinder übernahm. Unterstützt wurde sie dabei durch ihren Bruder Christoph von Oldenburg. 1558 schaffte sie die erst unter ihrem Schwiegervater Edzard I. eingeführte Primogenitur ab, vermutlich um den Einfluss des schwedischen Königshauses einzudämmen, in das Edzard einheiraten wollte. Diese wiederum wollte sich nach der erlangten Unabhängigkeit auch von der äußeren Abhängigkeit von Dänemark befreien und suchte nach Verbündeten an der Nordsee. Dazu schloss der schwedische König einen Handelsvertrag mit der kleinen Grafschaft Ostfriesland und untermauerte diesen durch eine Heirat seiner Tochter Catharina mit dessen künftigem Landesherrn.
Am 1. Oktober 1559 heiratete Edzard in Stockholm Katharina Wasa (* 6. Juni 1539 in Stockholm (Schloss); † 21. Dezember 1610 auf Burg Berum), die Tochter des schwedischen Königs Gustav I. Edzard war der einzige ostfriesische Landesherr, der jemals eine Königstochter ehelichte. Nach der Hochzeit löste sein Bruder Johann einen Skandal aus, als er eine Affäre mit Cäcilia, der Schwester der Braut und Tochter des schwedischen Königs Gustav I. einging. Dabei wurde er erwischt, am 14. Dezember 1559 öffentlich festgenommen, ins Gefängnis gesperrt und zum Tode verurteilt. Durch die Fürsprache seiner Mutter, der Gräfin Anna, die schließlich damit drohte, ihren Sohn Christoph als Grafen über Ostfriesland einzusetzen und Edzard II. zu entmachten,  sowie weiterer europäischer Adliger, darunter die englische Königin Elisabeth I., kam er am 10. Oktober 1560 aus der Haft frei. Johann hat danach nie geheiratet. Vermutlich war dieser Skandal Auslöser des tiefen Hasses, den die beiden Brüder gegeneinander hegten.
Nachdem Gräfin Anna die Primogenitur abgeschafft hatte, mussten Edzard und seine beiden Brüder ab 1561 gemeinsam regieren.  Christoph starb 1566 im Türkenkrieg. Danach gerieten Edzard und Johann in eine starke und schon fast hasserfüllte Rivalität. Der Machtkampf zwischen beiden lähmte ihre Herrschaft zusehends. Auch nach dem Tod der Mutter 1575 blieb die Grafschaft faktisch geteilt.
Erst als sein Bruder 1591 starb, war Edzard II. Alleinherrscher über die Grafschaft Ostfriesland. Seine Autorität hatte aber durch die ständigen Auseinandersetzungen stark gelitten. Auf Betreiben der Stände ließ Edzard II. 1593 das Hofgericht in Aurich gründen. 
In dieser Zeit der inneren Wirren begann in den benachbarten Niederlanden der Unabhängigkeitskampf, in deren Schatten die Stadt Emden durch den Zuzug vieler kapitalkräftiger Glaubensflüchtlinge aufblühte und gegenüber den Grafen von Ostfriesland zunehmend selbstbewusster agierte. 1595 kam es schließlich zur Emder Revolution, in der die Cirksena aus dem calvinistischen Emden vertrieben wurden und Edzard auf Druck der niederländischen Generalstaaten am 5. Juli 1595 dem Vertrag von Delfzijl zustimmen musste, welcher ihm einen Großteil seiner gräflichen Macht raubte.
Ferner fällt in Edzards Herrschaft auch der durch seinen Vater verursachte endgültige Verlust des Jeverlandes für die ostfriesischen Grafen: Maria von Jever vererbte das Land nach ihrem Tod an die Grafen von Oldenburg. Sie bestimmte durch ihr Testament vom 22. April 1573 Graf Johann XVI. von Oldenburg [( 1573) 1577–1603] („den Deichbauer“) zu ihrem Erbe. Das war die letzte demonstrativ wirkungsvolle Maßnahme gegen das ostfriesische Grafenhaus. Siehe dazu die Danielstaler der Maria von Jever, die sie als Anspielung auf ihre bedrängte Lage prägen ließ.
Nach seinem Tode wurde ihm das Begräbnis in der von seiner Mutter angelegten Grablege der Cisksena in der Großen Kirche in Emden verweigert, da er Lutheraner war. Seine Familie ließ Edzard II. am 13. Mai 1599 als ersten Cirksena in der Lambertikirche in Aurich bestatten, welche dann bis zum Aussterben des Geschlechts im Jahre 1744 die Familiengruft beherbergte.

## Familie
Aus der Ehe Edzard II. und Katharina Wasa gingen zehn Kinder hervor:
- Margarete (* 22. November 1560; † 8. September 1588)
- Anna (* 26. Juni 1562 in Aurich; † 21. April 1621 in Neuhaus (Böhmen))

⚭ 1. Ehe: Heidelberg, 12. Juli 1583 mit Kurfürst Ludwig VI. von der Pfalz (* 4. Juli 1539; † 22. Oktober 1583)
⚭ 2. Ehe: 21. Dezember 1585 mit Markgraf Ernst Friedrich von Baden-Durlach (* 1560; † 1604)
⚭ 3. Ehe: Grabow, 7. März 1617 mit Julius Heinrich von Sachsen-Lauenburg (* 9. April 1586; † 20. November 1665),
- Enno III. (* 30. September 1563; † Leerort 19. August 1625), Graf von Ostfriesland (1599–1625)

⚭ 1. Ehe: 29. Januar 1581 Walburga (* ca. 1556; † 20. Mai 1586), Gräfin von Rietberg, eine Tochter von Graf Johann II. Herr zu Esens, Stedesdorf und Wittmund und Agnes Gräfin von Bentheim-Steinfurt
⚭ 2. Ehe: Esens, 28. Januar 1598 Anna von Holstein-Gottorp (* 27. Februar 1575; † 24. April 1625), Tochter von Adolf I.
- Johann III. (* 1566; † 29. September 1625) ⚭ 4. März 1601 Gräfin Sabina Katharina von Rietberg (* 1582; † 31. Mai 1618), seine Nichte
- Christoph (* 1569; † 1636) ⚭ 13. August 1613 Lambertine de Ligne (* 22. Juni 1593; † 14. Februar 1651)
- Edzard (* ca. 1571; † 1572)
- Elisabeth (* ca. 1572; † 1573)
- Sophie (* 5. Juni 1574; † 20. März 1630)
- Karl Otto (* 1577; † 28. Februar 1603)
- Maria (* 1. Mai 1582; † 9. Juli 1616 in Dannenberg) ⚭ in Dannenberg am 1. September 1614 Herzog Julius Ernst von Braunschweig-Dannenberg (* 11. März 1571; † 26. Oktober 1636)

Edzard II. ist unter anderem direkter Vorfahre des niederländischen Königs Willem-Alexander.